# Dumbrava (okręg Prahova)
Dumbrava – wieś w Rumunii, w okręgu Prahova, w gminie Dumbrava. W 2011 roku liczyła 1468 mieszkańców.